# Moisés San Nicolás
Moisés San Nicolás là một cầu thủ bóng đá Andorra thi đấu ở vị trí trung vệ, hậu vệ phải hoặc tiền vệ phải cho FC Santa Coloma ở Primera Divisió.